# Georges Canguilhem

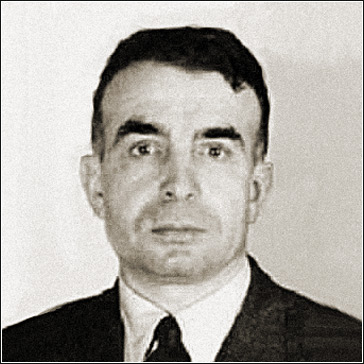
Georges Canguilhem

Georges Canguilhem (* 4. Juni 1904 in Castelnaudary; † 11. September 1995 in Marly-le-Roi) war ein französischer Philosoph, Wissenschaftshistoriker, Epistemologe, Mediziner und Widerstandskämpfer.

## Leben
Georges Canguilhem wurde 1904 in Castelnaudary, einer Gemeinde im Süden Frankreichs, geboren. 1924 wurde er in die École normale supérieure aufgenommen, im selben berühmten Jahrgang wie Jean-Paul Sartre, Raymond Aron, und Paul Nizan. Er bestand seine Agrégation in Philosophie im Jahr 1927 und unterrichtete anschließend in Gymnasien in verschiedenen Städten Frankreichs. Während seiner Unterrichtstätigkeit in Toulouse nahm er das Studium der Medizin auf. Er bekam 1941 eine Stelle an der Universität von Straßburg und wurde 1943 in Medizin promoviert.
Unter dem Pseudonym „Lafont“ nahm Canguilhem aktiv an der Résistance teil. Er arbeitete als Arzt in der Auvergne. Im Juni 1944 war er südlich von Clermont-Ferrand, am Mont Mouchet, an einer der größten Schlachten zwischen der Résistance und den Deutschen beteiligt. 1948 wurde er Dekan der Fakultät für Philosophie in Straßburg. 1955 wurde er als Nachfolger von Gaston Bachelard Inhaber des Lehrstuhls für Philosophie und Wissenschaftsgeschichte sowie Direktor des Instituts für Geschichte und Philosophie der Wissenschaft und der Technologie an der Sorbonne. Er behielt diese Position bis zu seiner Emeritierung 1971 und war auch danach noch in der Forschung aktiv. Als Generalinspekteur für den Philosophieunterricht und als Präsident der Prüfungskommission für die Agrégation hatte er großen und direkten Einfluss auf den Philosophieunterricht in Frankreich und war mehr als einer Generation akademischer Philosophen als strenger Prüfer bekannt. Philosophen wie Gilles Deleuze, Michel Serres, Jacques Derrida, Michel Foucault, Louis Althusser und Gilbert Simondon wurden durch ihn beeinflusst.
Canguilhem wird seit den 1990er Jahren vermehrt als eigenständiger Theoretiker rezipiert. Er formuliert in Anlehnung an die Arbeiten der Neurophysiologen Kurt Goldstein und Viktor von Weizsäcker eine an den Lebenswissenschaften und der Medizin ausgerichtete Philosophie, die den Anspruch vertritt, das Wissen und die Wissenschaft aus der Perspektive des Lebens und des Lebendigen darzustellen. Er ist zusammen mit Gaston Bachelard der Begründer einer Methodologie der Wissenschaftsgeschichte, die als historische Épistémologie bzw. epistemologische Historie die innere Logik historischer Wissensordnungen im Zusammenhang mit der Aktualität des jeweiligen Wissens in der Gegenwart untersucht. Eine der methodisch bedeutenden Unterscheidungen ist diejenige zwischen dem Objekt der Wissenschaftsgeschichte und dem der Wissenschaften. Die Wissenschaftsgeschichte ist selbst keine Wissenschaft. Ihr Gegenstand ist das Wissen in seiner sozialen, religiösen, politischen und moralischen Bedeutung, das Wissen als Kulturphänomen und nicht bloß als logisch kohärentes Gefüge von Sätzen.
Das Projekt Canguilhems ist es, die Geschichte und Geschichtlichkeit der menschlichen Erkenntnis aus der Perspektive des Lebens und nicht aus derjenigen der Wissenschaft verständlich zu machen. Die Wissenschaftsgeschichte, so wie sie Canguilhem versteht, setzt ihren Akzent auf den Widerspruch und nicht auf die Identität, auf den Irrtum und nicht auf zeitlose Wahrheiten. Das vom Irrtum (erreur) charakterisierte Fortschreiten der Wissenschaft prägt die Spuren ihres Umherirrens (errance) in ihre Begriffe und ihre Definitionen ein. Diesen Spuren zu folgen heißt den linearen Pfad der Geschichte zu verlassen, um dem Wissen seine Lebendigkeit und der Norm ihre einzigartige Vielfalt zurückzuerstatten. Mit diesem Programm, dessen Grundstein in der Schrift zum Normalen und Pathologischen schon 1943 gesetzt ist, schafft Canguilhem einen Maßstab der historischen Kritik wissenschaftlicher Objektivität, aus der die französische Nachkriegsphilosophie schöpft.
Canguilhem wurde 1983 mit der George-Sarton-Medaille ausgezeichnet, einem der renommiertesten Preise für Wissenschaftsgeschichte der von George Sarton und Lawrence Joseph Henderson gegründeten History of Science Society (HSS).

## Werke (Auswahl)
- Écrits sur la Médicine. Editions du Seuil, Paris 2002, ISBN 2-02-055170-5.
  - dt. Schriften zur Medizin. Übersetzt von Thomas Laugstien. diaphanes Verlag, Zürich 2013, ISBN 978-3-03734-379-1.
- Le normal et le pathologique, 1943.
  - dt. Das Normale und das Pathologische. Hanser, München 1974, ISBN 978-3-446-11854-6.
  - dt. Das Normale und das Pathologische. Übersetzt von Monika Noll und Rolf Schubert. August Verlag, Berlin 2017, ISBN 978-3-941360-20-4.
- La Connaissance de la vie, 1952.
  - dt. Die Erkenntnis des Lebens, August Verlag, Berlin 2009, ISBN 978-3-941360-00-6.
- La Formation du concept de réflexe aux XVIIe et XVIIIe siècles, PUF, Paris 1955.
  - dt. Die Herausbildung des Reflexbegriffs im 17. und 18. Jahrhundert. Übersetzt von Henning Schmidgen. Wilhelm Fink, München 2008, ISBN 978-3-7705-4525-4.
- Idéologie et rationalité dans l'histoire des sciences de la vie. Vrin, Paris 2009 [1977].
- Wissenschaftsgeschichte und Epistemologie. Gesammelte Aufsätze. Übersetzt von Michael Bischoff und Walter Seitter. Herausgegeben von Wolf Lepenies. Suhrkamp, Frankfurt am Main 1979, ISBN 978-3-518-07886-0.
- Grenzen medizinischer Rationalität: historisch-epistemologische Untersuchungen, Übersetzt von Monika Noll. Edition Diskord, Tübingen 1989, ISBN 978-3-89295-532-0.
- Gesundheit – eine Frage der Philosophie. Herausgegeben und übersetzt von Henning Schmidgen. Merve Verlag, Berlin 2005, ISBN 978-3-88396-204-7.
- Wissenschaft, Technik, Leben. Beiträge zur historischen Epistemologie. Herausgegeben und mit einem Nachwort von Henning Schmidgen. Merve Verlag, Berlin 2006, ISBN 978-3-88396-224-5.
- Über Maurice Halbwachs, hrsg. und mit einem Essay zum Problem der Umwelt von Henning Schmidgen, August Verlag, Berlin 2022, ISBN 978-3-7518-9007-6.

## Sekundärliteratur
- Dominique Lecourt: Kritik der Wissenschaftstheorie. Marxismus und Epistémologie über Bachelard, Canguilhem, Foucault. Verlag für das Studium der Arbeiterbewegung, Berlin 1975.
- ders.: Georges Canguilhem PUF, Paris 2008 (Reihe: Que sais je ?) (in frz. Sprache).
- Georges Canguilhem, philosophe, historien des sciences Actes du colloque organisé au Palais de la Découverte les 6, 7 et 8 décembre 1990 par Étienne Balibar, M. Cardot, F. Duroux, M. Fichant, Dominique Lecourt et J. Roubaud, Bibliothèque du Collège International de Philosophie. Albin Michel, Paris 1993, ISBN 2-226-06201-7.
- Georges Canguilhem. Philosophie de la vie François Dagonet, Paris 1997.
- Special issue of "Economy and Society" dedicated to G. Canguilhem. Economy and Society 27:2-3. 1998.
- R. Horton: G. C. Philosopher of disease in: Journal of the Royal Society of Medicine 88:316-319. 1995.
- Cornelius Borck (Hrsg.): Maß und Eigensinn: Studien im Anschluss an Georges Canguilhem, München: Wilhelm Fink 2005.
- Heike Delitz: Bergson-Effekte. Aversionen und Attraktionen im französischen soziologischen Denken, Weilerswist: Velbrück 2015, S. 268–288.